# 藤渡辰信
藤渡 辰信（ふじと たつのぶ、1932年9月2日 - 2016年9月26日）は、元拓殖大学総長、前学校法人拓殖大学理事長。拓殖大学卒業、拓殖大学大学院修了。佐賀県出身。

## 略歴
- 1956年（昭和31年） 拓殖大学政経学部卒業
- 1959年（昭和34年） 拓殖大学大学院修了（経済学研究科修士課程）
- 1959年（昭和34年） 民社党勤務（政策審議会）
- 1982年（昭和57年） 学校法人拓殖大学理事・事務局長就任
- 1991年（平成 3年） 学校法人拓殖大学理事長就任
- 2001年（平成13年） 第17代拓殖大学総長就任（理事長兼任）
- 2003年（平成15年） 韓国・大邱大学校名誉教育学博士
- 2011年（平成23年） 学校法人拓殖大学理事長退任、拓殖大学総長退任
- 2012年（平成24年） 旭日中綬章受章[3][4]
- 2016年（平成28年） 心不全のため死去[1]

## 著書
- 『21世紀への大学改造計画 他業種以上に深刻な大学の構造不況脱却のために』 （大学教育研究所 2000年）